# بروتوروصور
البروتوروصور (الاسم العلمي: Protorosaurus) ("عظاءة أولية")، جنس من زواحف أشباه الأركوصورات الشبيهة بالسحالي البدائية. عاشت أعضاء هذا الجنس خلال أواخر العصر البرمي في ألمانيا والبرازيل. كان يعتقد في السابق أنها سلف السحالي، ومن المعروف الآن أن البروتوروصور هو أحد أقدم أعضاء السلالات التي ستؤدي في النهاية إلى الأركوصورات مثل التماسيح والديناصورات.